# Seymour Kirkup
Seymour Stocker Kirkup (Londra, 22 giugno 1788 – Livorno, 3 gennaio 1880) è stato un pittore e storico dell'arte britannico.

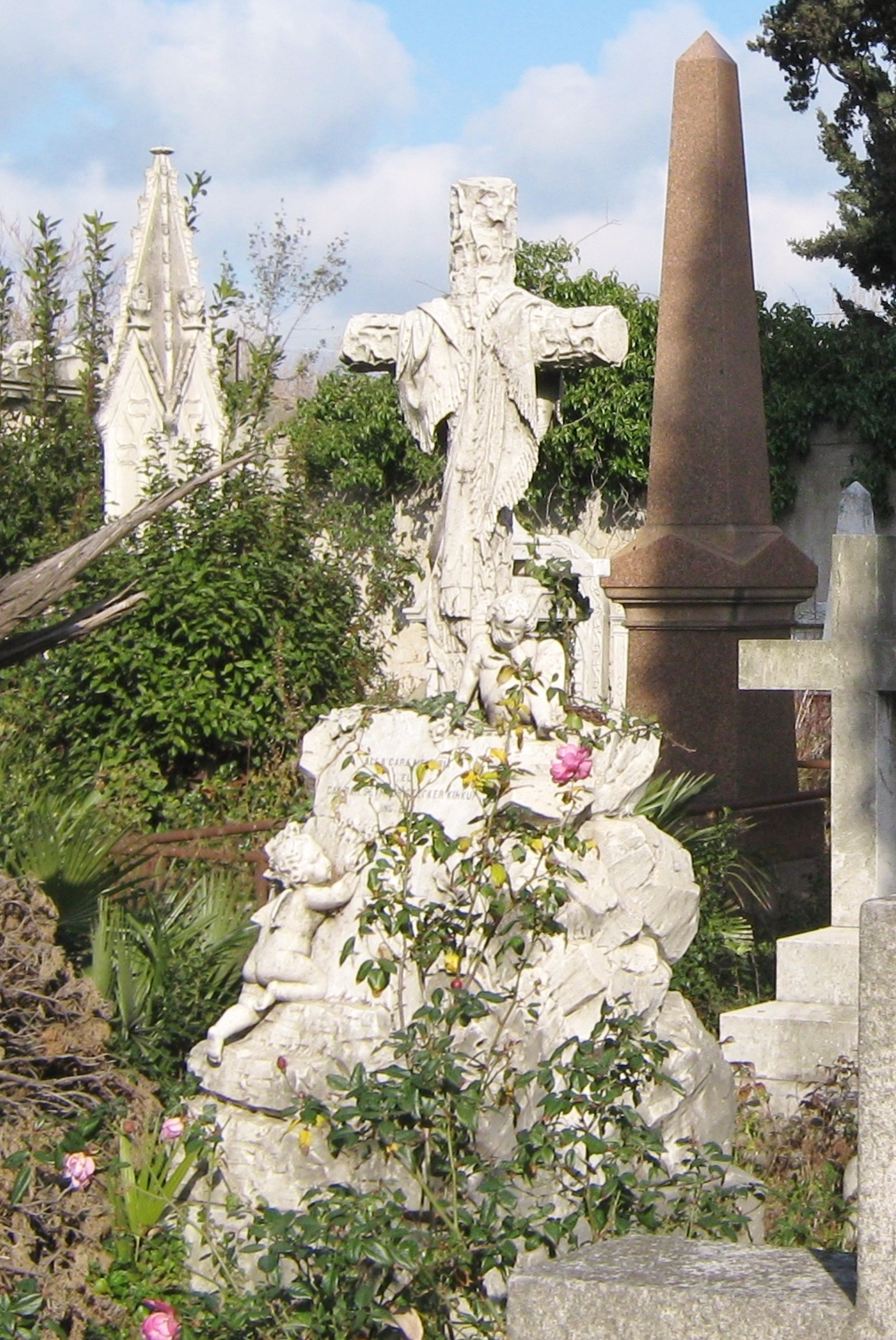
Tomba di Seymour Kikup, al centro

Barone, figlio di un gioielliere e mercante di diamanti, si trasferì in Italia entro il 1816, vivendo all'epoca a Firenze e Roma. Si sposò due volte, molto tardi; nel 1854, con una popolana di 17 anni, e nel 1875 con una giovane di appena 22 anni, figlia del vice-console inglese a Roma.
Affascinato dall'occulto e dallo spiritualismo, fu un seguace del celebre medium Daniel Dunglas Home. Tra le sue amicizie si ricordano quelle con il pittore Benjamin Haydon, il poeta Gabriele Rossetti, lo scrittore Walter Savage Landor e molti altri.
La fama di Kirkup è legata al finanziamento di una serie di sondaggi all'interno della cappella della Maddalena, nel Bargello di Firenze, a seguito dei quali, il 21 luglio 1840, il pittore-restauratore Antonio Marini riportò alla luce un ritratto di Dante, che secondo Giorgio Vasari era stato dipinto da Giotto.
Kirkup morì a Livorno e fu sepolto nel nuovo cimitero degli inglesi; dal punto di vista artistico, la sua tomba è segnalata come una delle più interessanti del cimitero.